# Philippe Daniel Ledermann
Philippe Daniel Ledermann (* 1. August 1944 in Genf; † 17. März 2024) war ein Schweizer Implantologe, Fachbuchautor und Schriftsteller. Er entwickelte Schrauben-Implantate zur stegprothetischen Sofortversorgung des zahnlosen Unterkiefers.

Philippe Daniel Ledermann (2019)

## Leben
Philippe Daniel Ledermann wurde 1944 in Genf geboren und wuchs in Meiringen im Kanton Bern bei Adoptiveltern auf. Diese betrieben ein Kaminfegergeschäft und einen kleinen landwirtschaftlichen Betrieb. Ledermann besuchte die Primarschule und als Abschlussjahr das Landschulheim Oberried bei Belp. 1960 begann er eine Mechanikerlehre, die er aber nicht abschloss. Stattdessen machte er die Matura am Gymnasium Thun und begann 1964 mit dem Studium der Zahnmedizin an der Universität Bern. 1974 promovierte er daselbst bei André Schroeder zum Dr. med. dent. Es folgte die oralchirurgische und implantologische Postgraduate-Ausbildung. 1973 eröffnete er eine eigene Praxis in Herzogenbuchsee; 1992 verlegte er diese nach Bern. Seine Haupttätigkeit bestand in der Implantologie und Oralchirurgie.
1964 wurde er Mitglied der schlagenden Studentenverbindung Rhenania Bern. Vier Jahre später ging er eine Ehe ein, aus der eine Tochter hervorging. Gemeinsam mit seiner Frau eröffnete er 1989 das Jugendstilhotel Belle Epoque in der Altstadt von Bern; 2011 verkauften sie es. 2007 erwarben sie das Hotel Sternen in Köniz.
Philippe Daniel Ledermann starb am 17. März 2024 in Bern.

## Implantologie
1977 entwickelte Ledermann in Zusammenarbeit mit dem Institut Straumann in Waldenburg das einteilige, selbstschneidende Titan-Plasma-Spray(TPS)-beschichtete Schraubenimplantat, das 1988 zur neuen Ledermannschraube (NLS) aus Titan weiterentwickelt wurde, und verwendete es zur sofortprothetischen Versorgung/Sofortbelastung, engl. Immediate Loading, des zahnlosen Unterkiefers mithilfe von vier inserierten, mittels Steg verblockten Implantaten. Diese Erfindung machte ihn international bekannt. 1985/86 entwickelte er in Zusammenarbeit mit der Firma Robert Mathys in Bettlach (heute: Mathys AG) das zweiteilige Hydroxylapatit-Titan-Implantat (Ha-Ti-Implantat), später Schweizer Präzisions-Implantat (SPI) genannt.
Ledermann war 1980 Mitbegründer des Internationalen Teams für Orale Implantologie (ITI) und 1983 der Schweizerischen Gesellschaft für Orale Implantologie (SGI). Von 1983 bis 1992 war er der erste Fachkommissionspräsident der SGI.
Seit 1977 verfasste er über 100 Publikationen auf den Gebieten der Implantologie, Prothetik und Chirurgie, darunter das 1986 veröffentlichte Kompendium des TPS-Schraubenimplantates im zahnlosen Unterkiefer.

### Auszeichnungen
- 1994: Ehrenmitglied der Schweizerischen Gesellschaft für orale Implantologie[10]
- 2009: Ehrenmedaille des Bundesverbandes der implantologisch tätigen Zahnärzte in Europa (BDIZ) für besondere Verdienste in der Implantologie[11]

## Schriftstellerei
Nach Aufgabe der Zahnarztpraxis im Jahr 2006 nahm er seine belletristische Tätigkeit wieder auf, der er sich schon als Jugendlicher und später in seiner Freizeit als Implantologe gewidmet hatte. Sein Werk umfasst Erzählungen und Gedichte sowie Romane mit reellem Hintergrund. Sein bisher bedeutendstes Werk, der autobiografische Roman Die Papiereltern, stellt sein facettenreiches Leben dar. Im Roman Ärzte auf Abwegen beschreibt er die Folgen einer Medizin, für welche die Medikamentengläubigkeit der Patienten ein lukratives Geschäftsmodell ist, was immer wieder zu Betrugsfällen mit katastrophalen Auswirkungen führt. Im Dokuroman Amelie geht es nicht allein um die Frage, wer für die Ermordung einer jungen Sozialtherapeutin im Jahr 2013 verantwortlich war, sondern auch um Thesen, wie mögliche Opfer in Zukunft vor Triebverbrechern geschützt werden können – ein Thema, das in der Schweiz spätestens seit der Annahme der Verwahrungsinitiative im Jahr 2004 und nach mehreren anschliessenden Mordfällen aktuell geblieben ist. 
Weitere Bücher sind nachfolgend aufgelistet.

## Werke (Belletristik)
- Die Papiereltern. Autobiografischer Roman.
  - Teil 1: Frühling. 3. Auflage. Landverlag, Langnau 2011, ISBN 978-3-905980-03-5.
  - Teil 2: Sommer. 2. Auflage. Landverlag, Langnau 2011, ISBN 978-3-905980-04-2.
  - Teil 3: Herbst. Landverlag, Langnau 2011, ISBN 978-3-905980-05-9.
  - Teil 4: Winter. Schweizer Literaturgesellschaft, Zug 2015, ISBN 978-3-906180-55-7.
- Der Clown. Geschichtetes und Gedichtetes. Einfach Lesen, Bern 2012.
- Mörder auf der Flucht. Wahre Geschichten, Gedanken und Gedichte / Der Clown als überarbeitete Neuauflage. Leu, Glattpark 2016, ISBN 978-3-85667-153-2.
- Finders Lohn. Roman. Leu, Glattpark 2017, ISBN 978-3-85667-158-7.
- Ärzte auf Abwegen. Roman. Leu, Glattpark 2018, ISBN 978-3-85667-164-8.
- Papiereltern. Autobiografischer Roman; in einem Band zusammengefasst und mit Bildern erweitert. Werd & Weber Verlag, Thun/Gwatt 2019, ISBN 978-3-03818-231-3.
- Ärzte auf Abwegen. Roman. Neuauflage. Werd & Weber Verlag, Thun/Gwatt 2020, ISBN 978-3-03818-230-6.
- Amelie. Dokuroman. Werd & Weber Verlag, Thun/Gwatt 2020, ISBN 978-3-03818-268-9.
- Mörder auf der Flucht. Wahre Geschichten, Gedanken und Gedichte. Neuauflage. Werd & Weber Verlag, Thun/Gwatt 2021, ISBN 978-3-03818-229-0.
- Felsigen – ein Dorf am Abgrund. Roman. Werd & Weber Verlag, Thun/Gwatt 2021, ISBN 978-3-03818-351-8.
- Die Lawine kommt! – und andere Geschichten aus dem Leben von P. D. Ledermann, Werd & Weber Verlag, Thun/Gwatt 2022, ISBN 978-3-03818-404-1.
- Finders Lohn. Roman. Werd & Weber Verlag, Thun/Gwatt 2023, ISBN 978-3-03818-450-8.
- Wenn die Vögel rückwärts fliegen. Werd & Weber Verlag, Thun/Gwatt 2024, ISBN 978-3-03818-580-2.